# The Economist Group

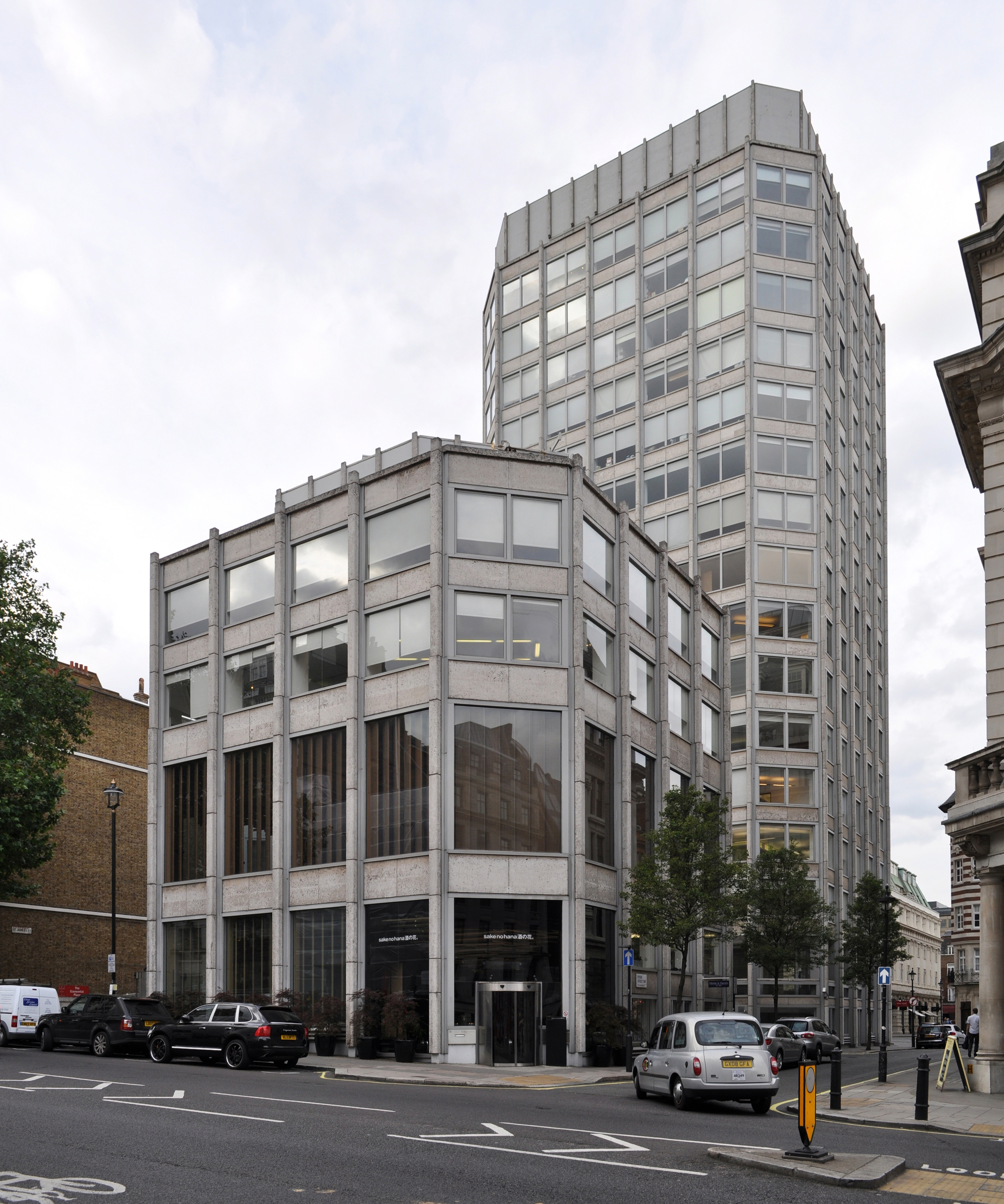
The Economist Building, les bureaux de l'entreprise à Londres

The Economist Group est un groupe britannique. Il détient le magazine The Economist ainsi que des filiales dans la formation continue, les statistiques et l'évènementiel. Depuis 2015, il est majoritairement détenu par la famille Agnelli et la famille Rothschild . Son siège se situe au cœur de Londres.

## Présentation

### Activités
Le groupe tire ses revenus de 4 principales sources.
- The Economist : c'est le magazine qui fait la renommée du groupe.
- The Economist Education : des formations professionnelles.
- The Economist Intelligence Unit :  un service de statistiques destiné aux entreprises.
- The Economist Impact : une filiale qui organise des dizaines d'évènements chaque année avec des célébrités et dirigeants politiques. Les participants sont principalement des grandes entreprises.

### Actionnariat
Via sa Holding Exor, la famille Agnelli est le premier actionnaire du groupe The Economist avec 43,4% du capital.
Les grandes familles britanniques présentes au capital sont : 
- les Rothschild
- les Cadbury [4]
- les Shroders[4]

### Direction du groupe
The Economist est doté de :
- Un conseil de quatre Trustees responsables du magazine.
- Un conseil d'administration responsable de l'entreprise.

Le conseil d'administration de The Economist est le suivant :
| Nom                  | Statut                                | Qui-est ce ?                                                                                          |
| -------------------- | ------------------------------------- | --- |
| Lord Deighton        | Président du Conseil d'Administration | Membre de la noblesse britannique Associé Dirigeant de la banque Goldman Sachs.                       |
| Lara Boro            | Membre du Conseil d'Admistration      | PDG du groupe The Economist                                                                           |
| Zanny Minton Beddoes | Membre du Conseil d'Admistration      | Directrice de la rédaction de The Economist Membre du groupe Bilderberg                               |
| Vindi Banga          | Membre du Conseil d'Admistration      | Financier international Frère du patron de la Banque Mondiale Ajay Banga                              |
| Eli Goldstein        | Membre du Conseil d'Admistration      | Représentant de la famille Rothschild                                                                 |
| Lady Heywood         | Membre du Conseil d'Admistration      | Membre de la noblesse britannique Ancienne dirigeante de McKinsey Représentante de la famille Agnelli |
| Georgina Cadbury     | Membre du Conseil d'Admistration      | Membre de la famille Cadburry                                                                         |
| Diego Piacentini     | Membre du Conseil d'Admistration      | Conseiller du fond financier KKR Représentant de la famille Agnelli                                   |
| Mustafa Suleyman     | Membre du Conseil d'Admistration      | Entrepreneur                                                                                          |

Les 4 Trustees de The Economist ont pour objectif d'être les garants de l'Indépendance de la rédaction par rapport aux actionnaires. Seuls les Trustees ont le pouvoir d'approuver le directeur ou la directrice de la rédaction.
| Nom                                      | Statut  | Qui-est ce? |
| ---------------------------------------- | ------- | --- |
| Baroness Bottomley of Nettlestone PC, DL | Trustee | Issue de la noblesse britannique Membre du gouvernement Thatcher                                                                                |
| Dame Alison Carnwath                     | Trustee | Issue de la noblesse britannique Présidente du Comité d'Audit de Zurich Assurance                                                               |
| Tim Clark                                | Trustee | Ancien avocat d'affaires du cabinet Slaughter and May Consultant chez Hudson Sandler                                                            |
| Lord O’Donnell CB, KCB, GCB, FBA         | Trustee | Issu de la noblesse britannique Conseiller en communication du Premier Ministre John Major et ancien représentant du Royaume-Uni auprès du FMI. |

### Finances
En 2022, le chiffre d'affaires du groupe atteint £346,3 millions, le résultat net atteint £35,8 millions.
En 2021, le chiffre d'affaires atteignait £310,3 millions et le résultat net atteignait £16,6 millions.